# Kelurahan Pekauman (administrativ by i Indonesien, lat -6,92, long 110,20)
Kelurahan Pekauman är en administrativ by i Indonesien.   Den ligger i provinsen Jawa Tengah, i den västra delen av landet, 400 km öster om huvudstaden Jakarta.